# Ninmena
Ninmena era uma deusa mesopotâmica que representava a coroa deificada. Ela estava intimamente associada ao cetro deificado, Ninĝidru, e a várias deusas do nascimento, como Ninursague.

## Nome e personagem
O nome Ninmena significa "senhora da coroa" e é um exemplo de um teônimo sumério típico formado como uma combinação do sinal cuneiforme nin e o nome de um local ou objeto. Não é certo se a deusa Men (lit.  "coroa") conhecida dos Hinos Zame da Primeira Dinastia, aparentemente adorada em Uruque e Sipar, deve ser considerada análoga a Ninmena. No entanto, a divindade dMen ou dMen-na conhecida em cópias recentes da lista de deuses de Weidner é considerada uma forma de Ninmena.
Ninmena aparece entre as nove deusas do nascimento enumeradas após Šulpae na lista de deuses de Nippur e em uma enumeração semelhante de seis divindades na lista de deuses de Isim, mas ela está ausente da seção análoga de An = Anum, que lista apenas Ninursague, Ninmá, Dingirmá, Aruru e Nintur. É uma questão de debate acadêmico se, no período da Antiga Babilônia, esses nomes eram entendidos como pertencentes a diferentes deusas que acabaram sendo confundidas entre si, ou variantes locais de uma única divindade. Joan Goodnick Westenholz argumentou que no caso de Ninmena, o sincretismo estaria limitado aos textos literários. O chamado Arquivo de Heptadas Místicas rotula Ninmena como a "Bēlet-ilī da cidade de Utab" ao lado de outras deusas do nascimento e seus centros de culto.

## Em fontes textuais
Várias fontes atestam a existência de uma conexão entre Ninmena e o cetro deificado, Ninĝidru. Ambos são mencionados em um texto ritual de coroação conectado ao templo de Eanna que, de acordo com Jeremiah Peterson, não pode ser datado com certeza.
Um hino atribuído à Dinastia do País do Mar menciona Ninmena em associação com Nipur como zeladora da "Senhora de Nippur" (Nin-Nibru), embora uma conexão entre ela e esta cidade não esteja presente em nenhuma outra fonte conhecida.
Um texto lexical de Emar apresenta Ninmena como análoga à deusa da montanha hurrita Lelluri.